# Илья-Солтейра
Илья-Солтейра (порт. Ilha Solteira) — муниципалитет в Бразилии, входит в штат Сан-Паулу. Составная часть мезорегиона Арасатуба. Входит в экономико-статистический микрорегион Андрадина. Население составляет 25 684 человека на 2006 год. Занимает площадь 659,379 км². Плотность населения — 39,0 чел./км².
Праздник города — 15 октября.

## История
Город основан 15 октября 1968 года.

## Статистика
- Валовой внутренний продукт на 2003 составляет 1.139.142.953,00 реалов (данные: Бразильский институт географии и статистики).
- Валовой внутренний продукт на душу населения на 2003 составляет 45.730,35 реалов (данные: Бразильский институт географии и статистики).
- Индекс развития человеческого потенциала на 2000 составляет 0,850 (данные: Программа развития ООН).

## География
Климат местности: тропический.